# Chorni Klobuki

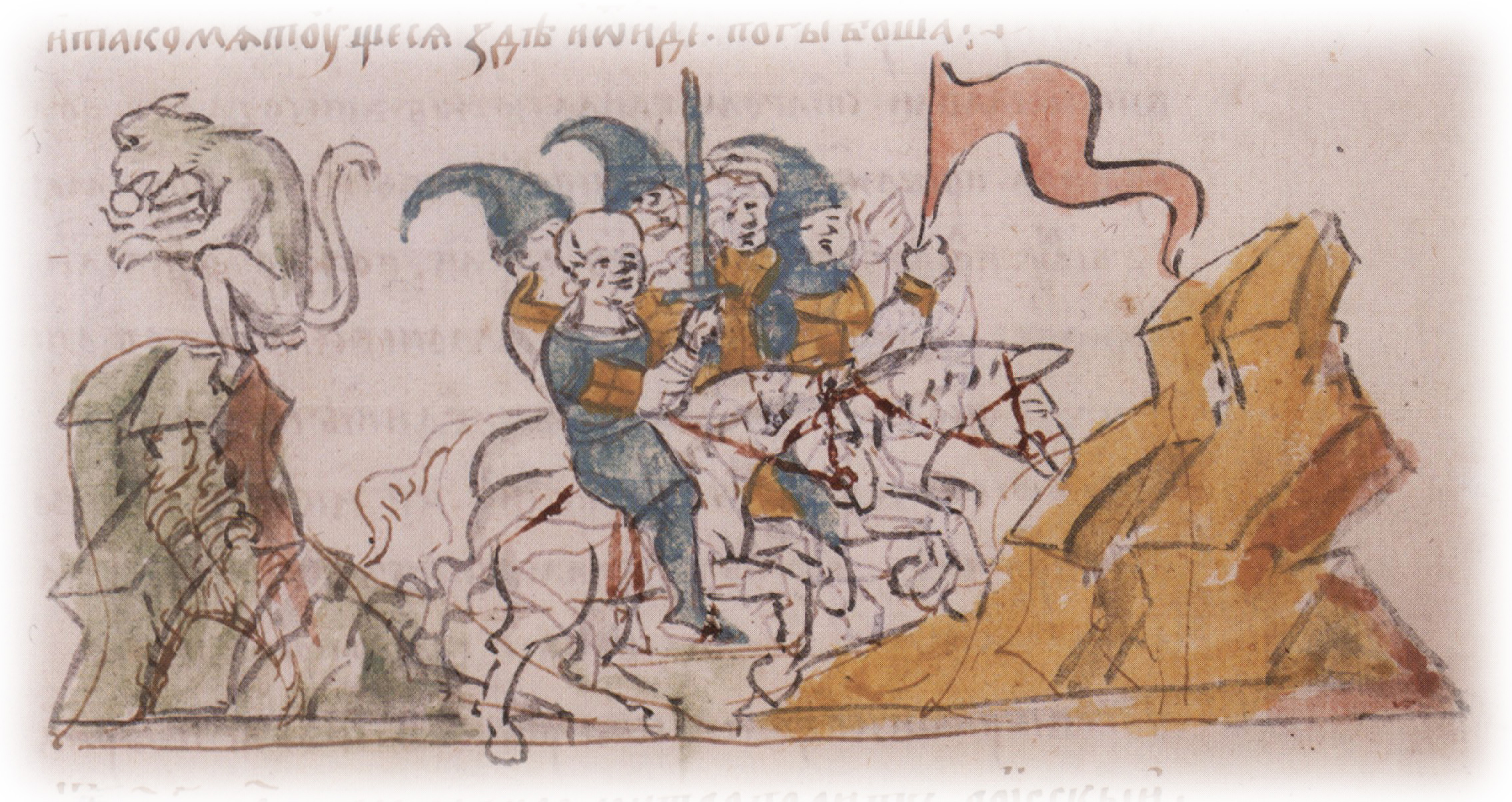
Ilustración de los torki y los berendéi huyendo de la Rus (circa 1121).

Chorni klobuki, chorni klobuk en singular, (en ucraniano: чорні клобуки - "gorros negros"; en turco: karakalpak o qaraqalpaq) fue un grupo de tribus turcas seminómadas que se establecieron en la frontera entre los estados rus y pechenegos (y luego cumanos) durante los siglos XI y XII. Lucharon como mercenarios para varios príncipes de la Rus de Kiev, siendo la mayoría de la caballería de las nacientes armadas de la Rus. Chorni Klobuki posiblemente se conformaba por varias tribus, incluyendo los berendéis y los torkis. Su nombre significa "gorros negros" o "capuchas negras", probablemente refiriéndose a su vestimenta nacional. No está claro si los chorni klobuki se relacionan con los actuales karakalpakos.
El nombre Chorni Klobuki aparece en las crónicas de la Rus de Kiev hacia el final del siglo XI, cuando se asentaron principalmente al sur de Kiev y Pereyáslav. En el siglo XII muchas de esas tribus se volvieron sedentarias y se establecieron en ciudades. Muchos de los chorni klobuki se establecieron al suroeste de Kiev; en algún momento se asimilaron a la población de lo que sería Ucrania, dejando atrás los nombres turcos de ciudades, como Karabachin en la óblast de Zhitómir.
Los últimos restos de estas tribus fueron destruidos por los mongoles antes de la batalla de Kiev en 1240.